# 鶴巻温泉駅
鶴巻温泉駅（つるまきおんせんえき）は、神奈川県秦野市鶴巻北二丁目にある、小田急電鉄小田原線の駅である。駅番号はOH 37。

## 歴史

### 年表
- 1927年（昭和2年）4月1日：鶴巻駅（つるまきえき）として開設。「直通」の停車駅となる。なお、各停は、新宿駅 - 稲田登戸駅（現・向ヶ丘遊園駅）運行であり、当駅までの運行はなかった。駅舎は元々南口側にあったが、後年北口側へ移設された。
- 1930年（昭和5年）3月15日：鶴巻温泉駅（つるまきおんせんえき）へ改称。
- 1937年（昭和12年）9月1日：急行停車開始。
- 1944年（昭和19年）
  - 10月20日：再度鶴巻駅へ改称。
  - 11月：太平洋戦争戦況悪化に伴い、急行運休。
- 1945年（昭和20年）6月：従来、新宿駅 - 稲田登戸駅間運行の各停が全線運行されることとなり、停車駅となる。同時に「直通」廃止。
- 1946年（昭和21年）10月1日：準急新設、停車駅となる。
- 1949年（昭和24年）10月1日：急行復活、停車駅となる。
- 1955年（昭和30年）3月25日：通勤急行新設、停車駅となる。
- 1958年（昭和33年）4月1日：再度鶴巻温泉駅へ改称。
- 1960年（昭和35年）3月25日：通勤準急新設、停車駅となる。
- 2004年（平成16年）12月11日：快速急行・区間準急新設、停車駅となる。
- 2008年（平成20年）：スロープ（北口）・多目的トイレ・触知案内板新設。
- 2012年（平成24年）3月17日：本厚木駅以西での区間準急設定が消滅し、停車駅から除外。
- 2014年（平成26年）1月：OH 37の駅ナンバリング導入、使用開始[1]。
- 2018年（平成30年）
  - 3月17日：伊勢原駅以西での準急設定が消滅し、停車駅から除外。
  - 6月23日：南口改札口を跨線橋南側へ移設・エレベーター・エスカレーター使用開始[2]。

### 駅名の由来
当時の駅所在地「中郡大根村大字落幡字鶴巻田」（昭和の大合併後、大字落幡は鶴巻に改名した）から鶴巻駅として開設された。間もなく駅近くにある鶴巻温泉組合からの要望で鶴巻温泉駅へ改称されたが、太平洋戦争中に「温泉」の駅名が非常時にふさわしくないとして鶴巻駅に再改称した。再度「鶴巻温泉駅」へ戻ったのは戦後混乱期が終わってからである。

## 駅構造
相対式ホーム2面2線を有する地上駅。両ホーム間は跨線橋で連絡している。
駅舎は伊勢原方にあり、1番ホーム側が南口、2番ホーム側が北口となっており、共に自動券売機・自動改札機・自動精算機が設置されている。駅員が配置されているのは北口のみである。初電 - 7:15までは駅員無配置となる。南口は開設時に駅舎が新築されたが、後年旅館街に近い北口側へ移設され、その後時間限定臨時改札口とされ、その数年後に常設となったものである。
ホームは曲線上にあるため、電車との間が最大で15 cm開いている。
2014年度（平成26年度）設備投資計画で行先案内表示器新設が盛り込まれ、2016年（平成28年）7月現在改札口付近に設置されている。
2016年（平成28年）4月9日始発より、鶴巻温泉駅橋上改札口整備事業進捗に伴い、南口が新宿方へ移動した。翌2017年（平成29年）3月4日始発より、鶴巻温泉駅橋上改札口整備事業進捗に伴い、跨線橋切替を実施。2018年6月23日初電より鶴巻温泉駅橋上改札口整備事業完成に伴い、南口を跨線橋南側へ移設・エレベーター・エスカレーター新設を行い、使用開始した。

### のりば
| ホーム | 路線     | 方向 | 行先                          |
| ------ | -------- | ---- | ----------------------------- |
| 1      | 小田原線 | 下り | 小田原・箱根湯本方面          |
| 2      | 小田原線 | 上り | 相模大野・新宿・ 千代田線方面 |

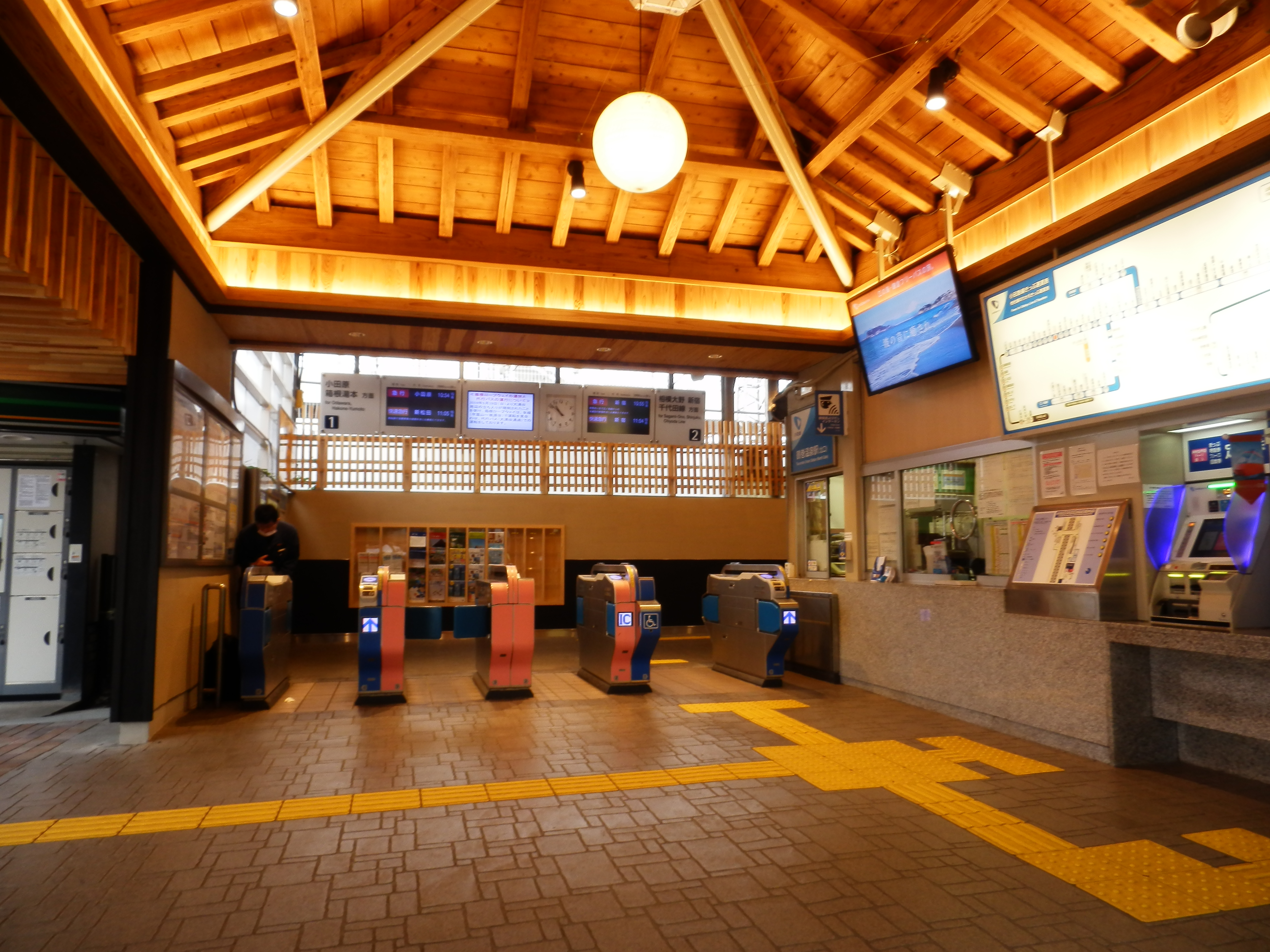
北口改札（2019年6月23日）
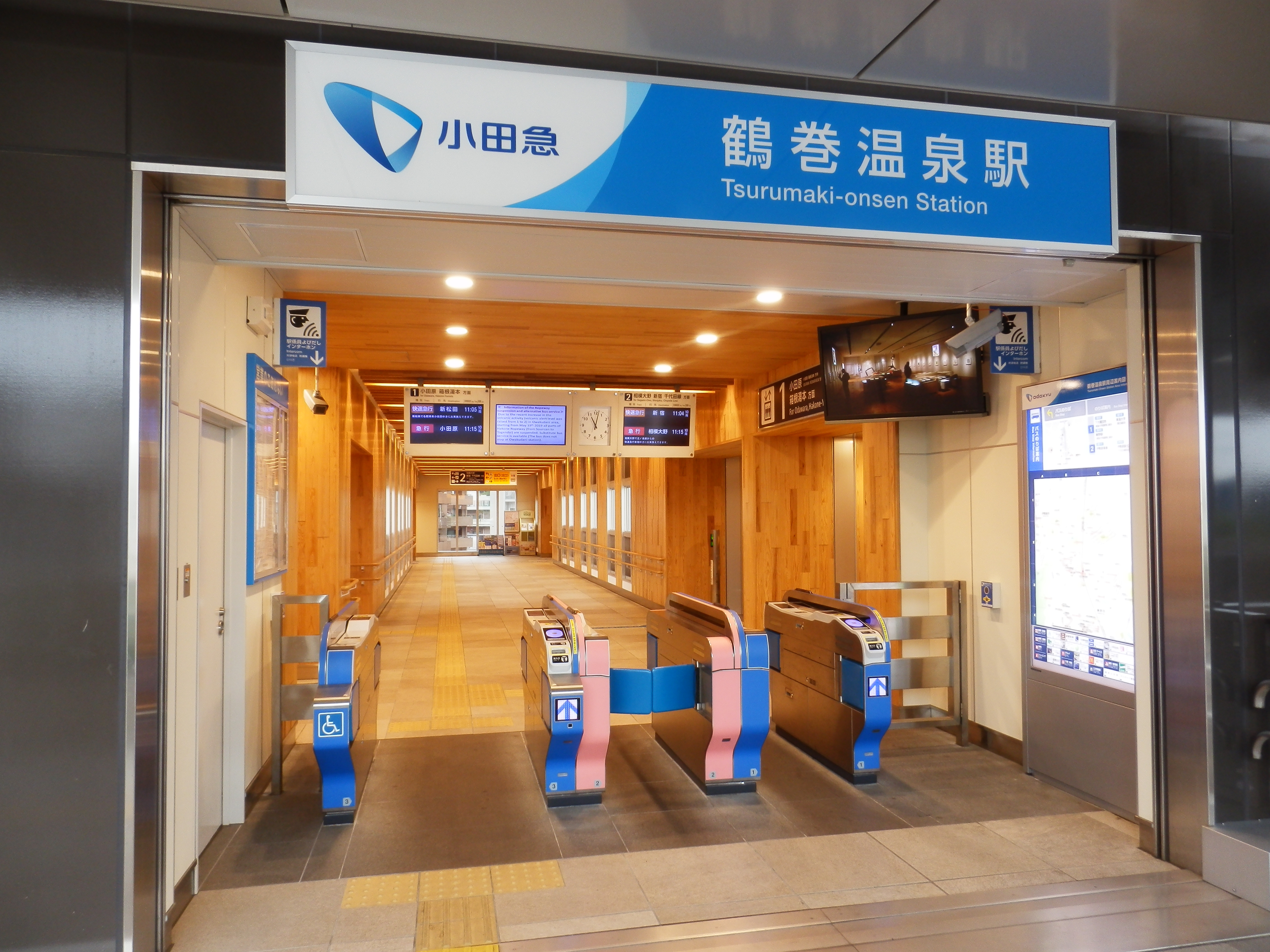
南口改札（2019年6月23日）
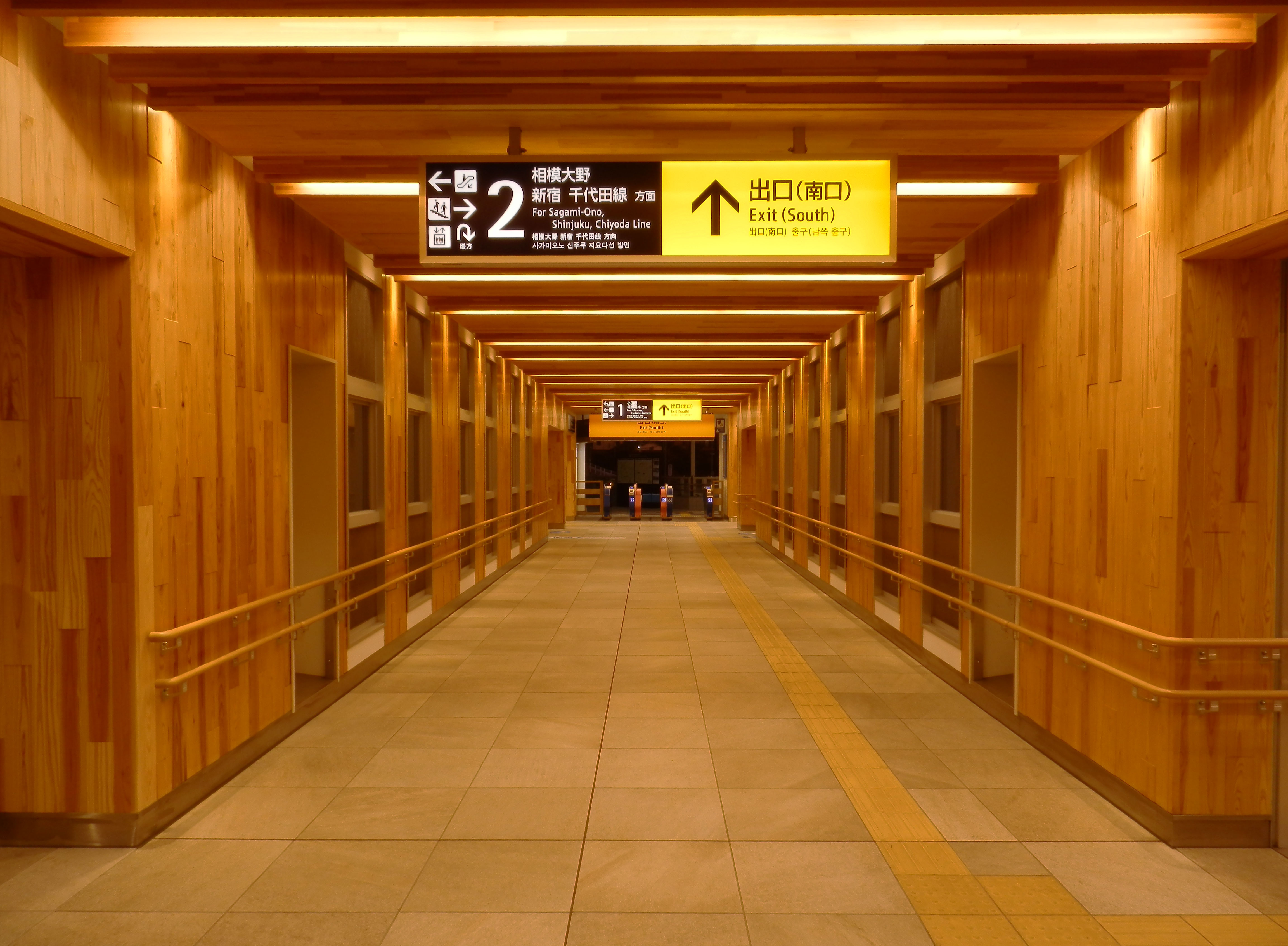
南口改札内通路（2018年7月22日）
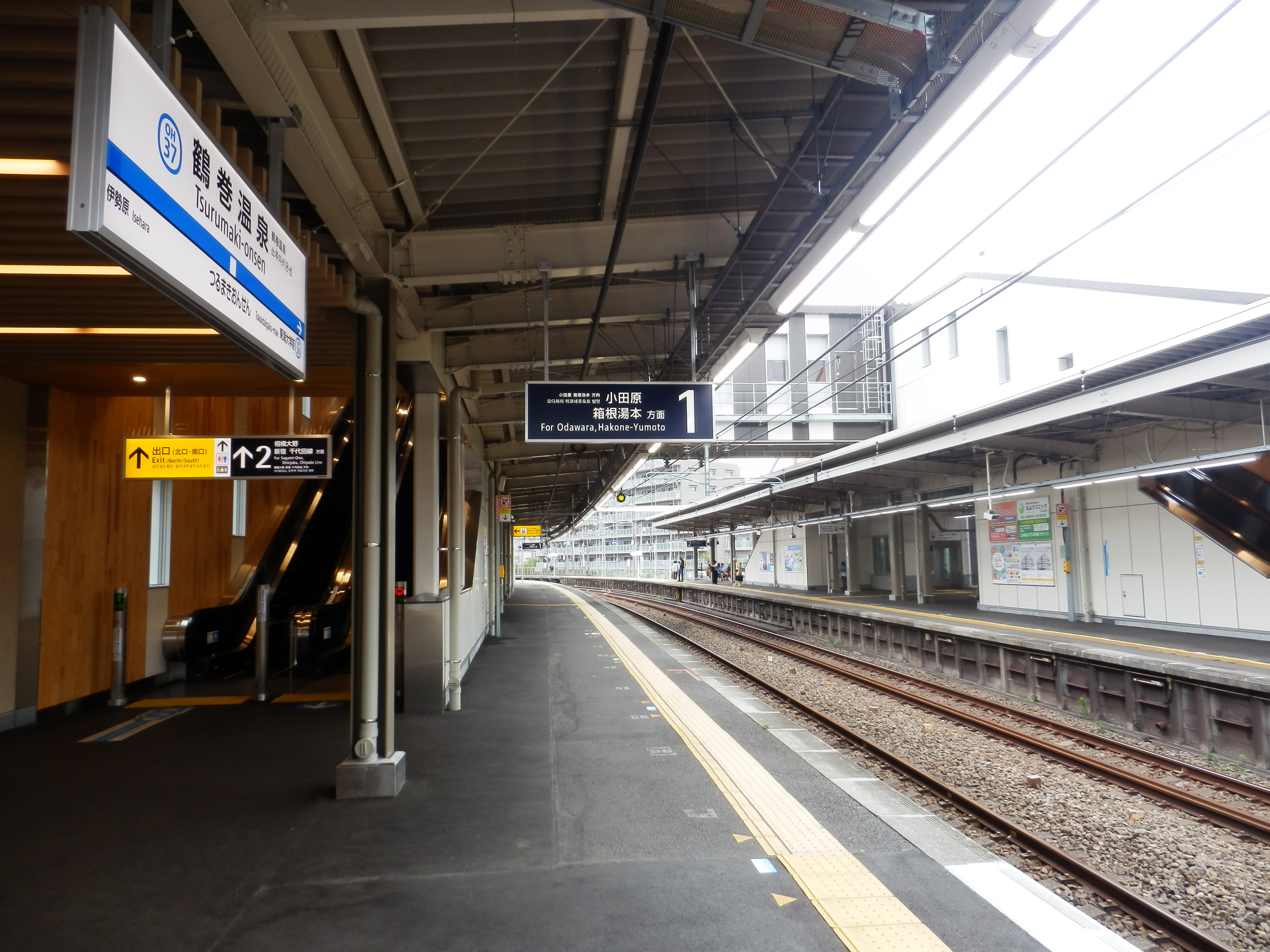
ホーム（2019年6月23日）

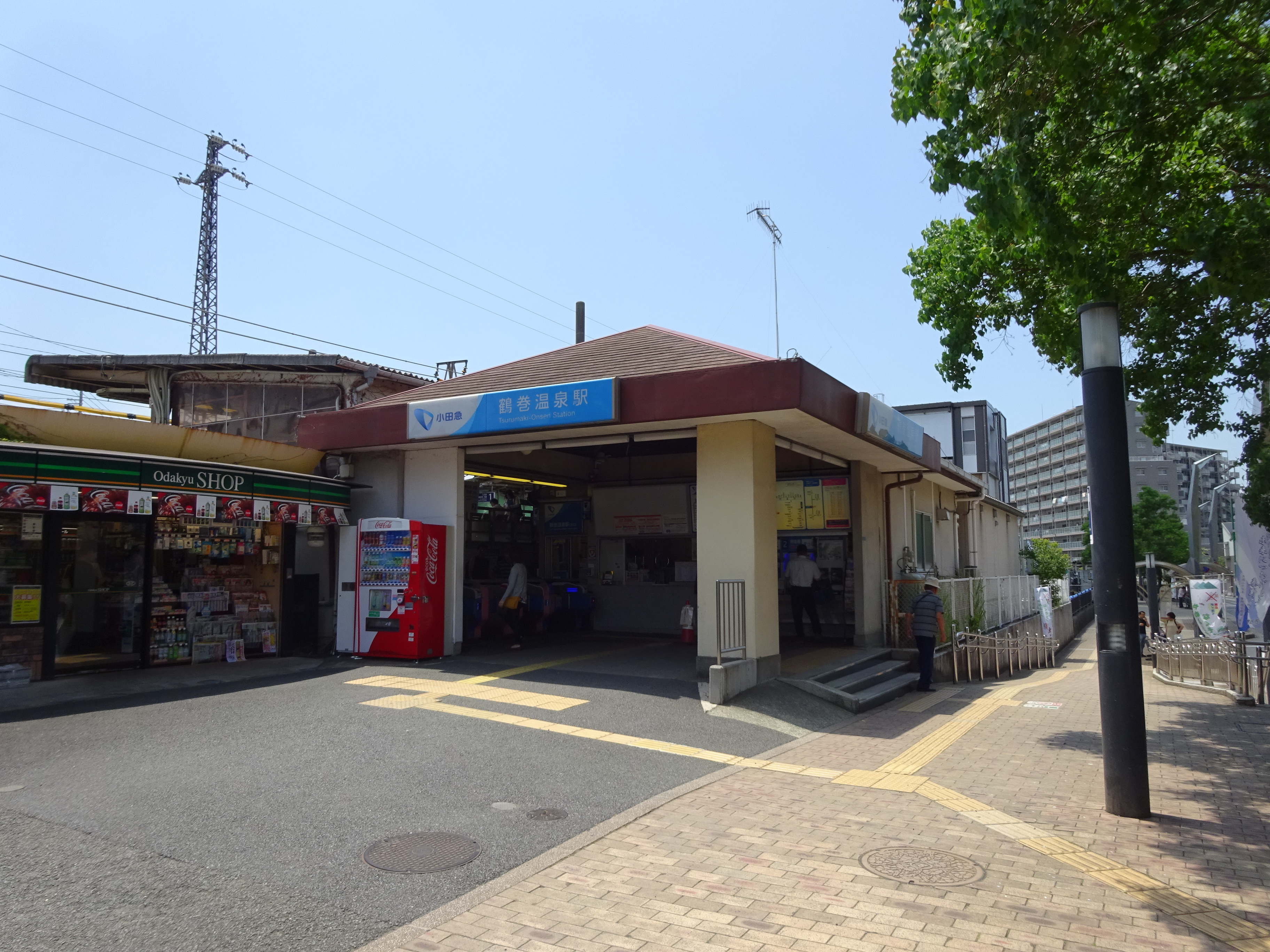
旧北口（2017年6月17日）
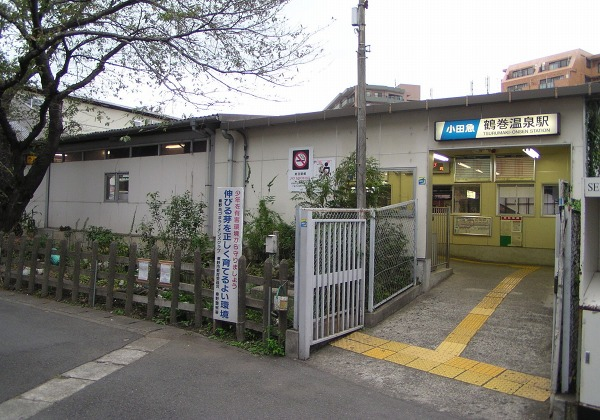
旧南口（2006年10月28日）
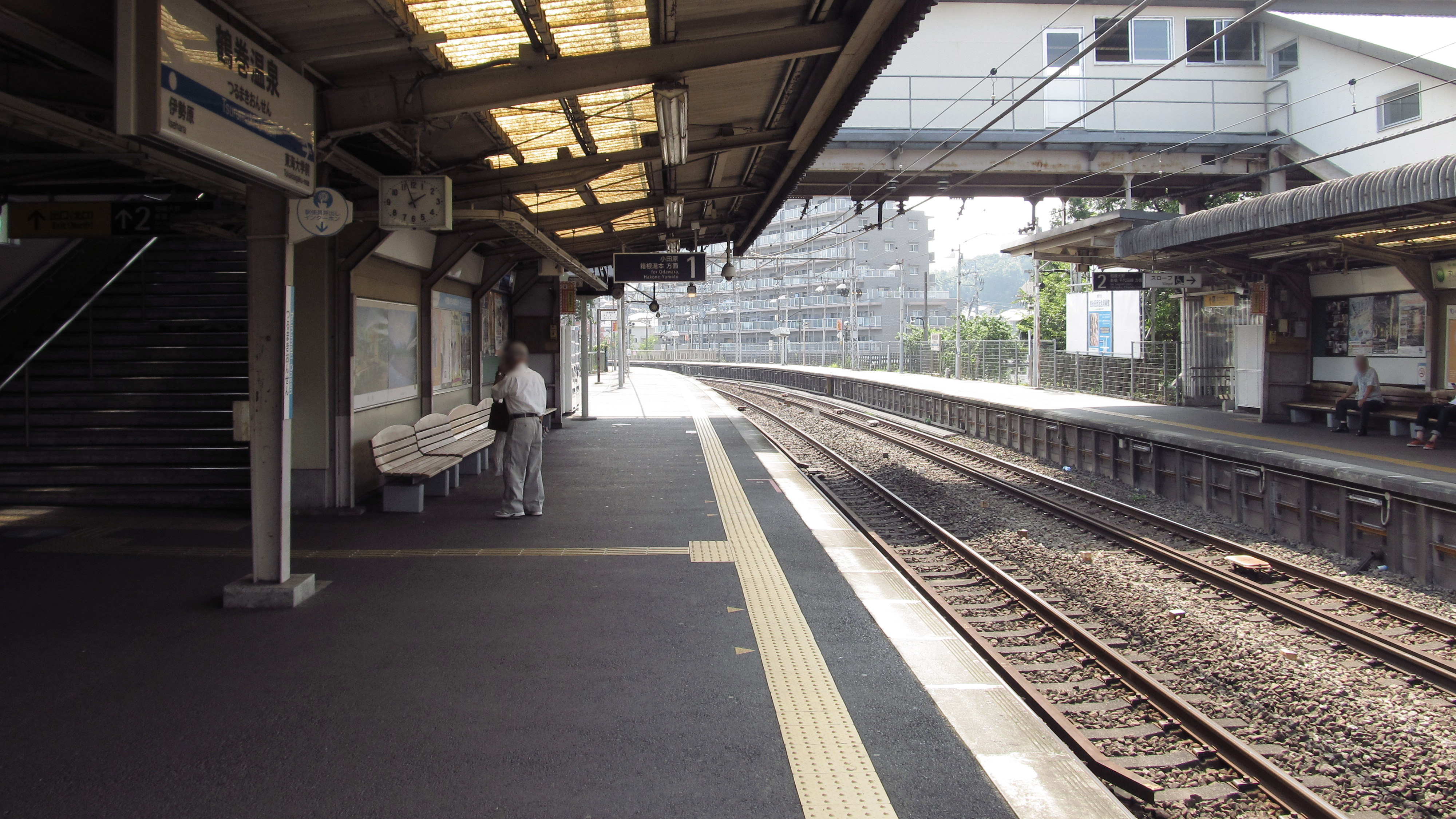
改良前のホーム（2013年8月14日）

## 利用状況
2024年度（令和6年度）の1日平均乗降人員は13,627人である（小田急線全70駅中57位）。快速急行停車駅では最少、急行停車駅では開成駅に次いで少ない。
近年の乗降・乗車人員の推移は以下の通り。
| 年度               | 1日平均 乗降人員 | 1日平均 乗車人員 | 出典                |
| ------------------ | ---------------- | ---------------- | ------------------- |
| 1982年（昭和57年） | 9,770            |                  |                     |
| 1995年（平成07年） |                  | 8,033            | [ 神奈川県統計 1 ]  |
| 1998年（平成10年） |                  | 8,059            | [ 神奈川県統計 2 ]  |
| 1999年（平成11年） |                  | 7,909            | [ 神奈川県統計 3 ]  |
| 2000年（平成12年） |                  | 7,799            | [ 神奈川県統計 3 ]  |
| 2001年（平成13年） | 16,081           | 7,997            | [ 神奈川県統計 4 ]  |
| 2002年（平成14年） | 16,014           | 7,989            | [ 神奈川県統計 5 ]  |
| 2003年（平成15年） | 16,128           | 8,103            | [ 神奈川県統計 6 ]  |
| 2004年（平成16年） | 15,939           | 8,012            | [ 神奈川県統計 7 ]  |
| 2005年（平成17年） | 15,797           | 7,943            | [ 神奈川県統計 8 ]  |
| 2006年（平成18年） | 15,926           | 8,009            | [ 神奈川県統計 9 ]  |
| 2007年（平成19年） | 15,959           | 8,069            | [ 神奈川県統計 10 ] |
| 2008年（平成20年） | 16,055           | 8,089            | [ 神奈川県統計 11 ] |
| 2009年（平成21年） | 15,580           | 7,854            | [ 神奈川県統計 12 ] |
| 2010年（平成22年） | 15,266           | 7,700            | [ 神奈川県統計 13 ] |
| 2011年（平成23年） | 14,998           | 7,565            | [ 神奈川県統計 14 ] |
| 2012年（平成24年） | 15,130           | 7,648            | [ 神奈川県統計 15 ] |
| 2013年（平成25年） | 15,431           | 7,812            | [ 神奈川県統計 16 ] |
| 2014年（平成26年） | 15,104           | 7,641            | [ 神奈川県統計 17 ] |
| 2015年（平成27年） | 15,154           | 7,676            | [ 神奈川県統計 18 ] |
| 2016年（平成28年） | 15,021           | 7,602            | [ 神奈川県統計 19 ] |
| 2017年（平成29年） | 15,041           | 7,615            | [ 神奈川県統計 20 ] |
| 2018年（平成30年） | 15,126           | 7,654            | [ 神奈川県統計 21 ] |
| 2019年（令和元年） | 14,963           | 7,580            | [ 神奈川県統計 22 ] |
| 2020年（令和02年） | 11,003           |                  |                     |
| 2021年（令和03年） | 11,662           |                  |                     |
| 2022年（令和04年） | 12,737           |                  |                     |
| 2023年（令和05年） | 13,407           |                  |                     |
| 2024年（令和06年） | 13,627           |                  |                     |

## 駅周辺

### 北口

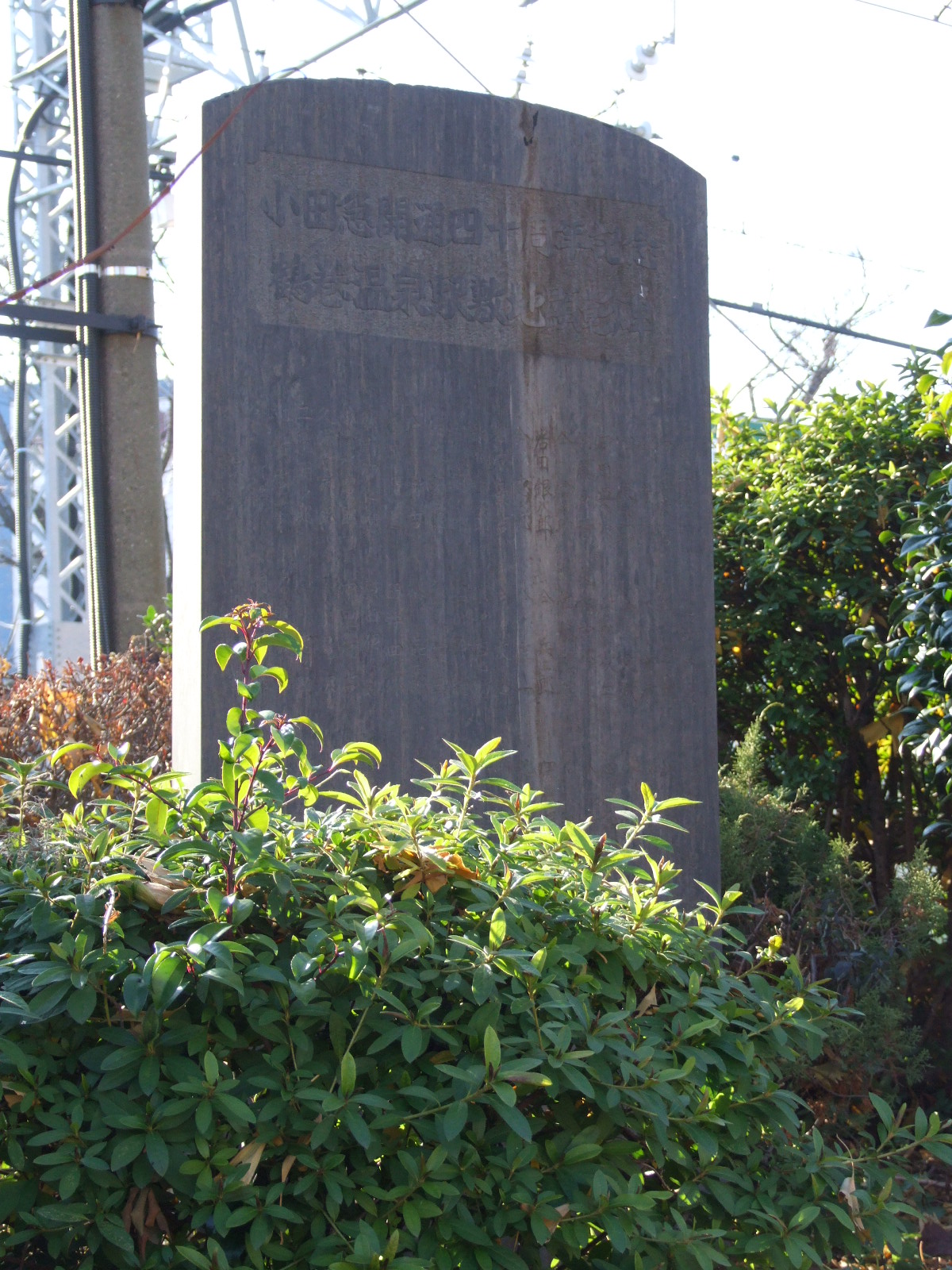
小田急開通四十周年記念鶴巻温泉駅敷地顕彰碑（2008年1月6日）

近年では、周辺にマンションが多数建てられている。
- 小田急開通四十周年記念鶴巻温泉駅敷地顕彰碑：小田急小田原線開通40周年を記念して建てられた。
- 落幡村村名保存碑：鶴巻の旧名「落幡（おちはた）」を残すために立てられた記念碑。
- 鶴巻温泉
  - 鶴巻温泉手湯「千の泉」：駅前広場内。
  - 鶴巻温泉 弘法の里湯：公営共同浴場。
  - 元湯・陣屋：将棋などの対局に頻繁に使用される老舗温泉旅館。
- 鶴巻温泉病院
- 弘法山
- 秦野市立宮永岳彦記念美術館
- フードワン 鶴巻店

### 南口
近年では南口も開発の一途を辿っており、駅前整備や駅前商店などが集まるロータリーが完成した。
- 鶴巻郵便局
- JAはだの 鶴巻支店
- おおね公園
- 落幡神社
- ミアクチーナco-op 鶴巻店
- ガスト 鶴巻店
- マクドナルド 鶴巻店

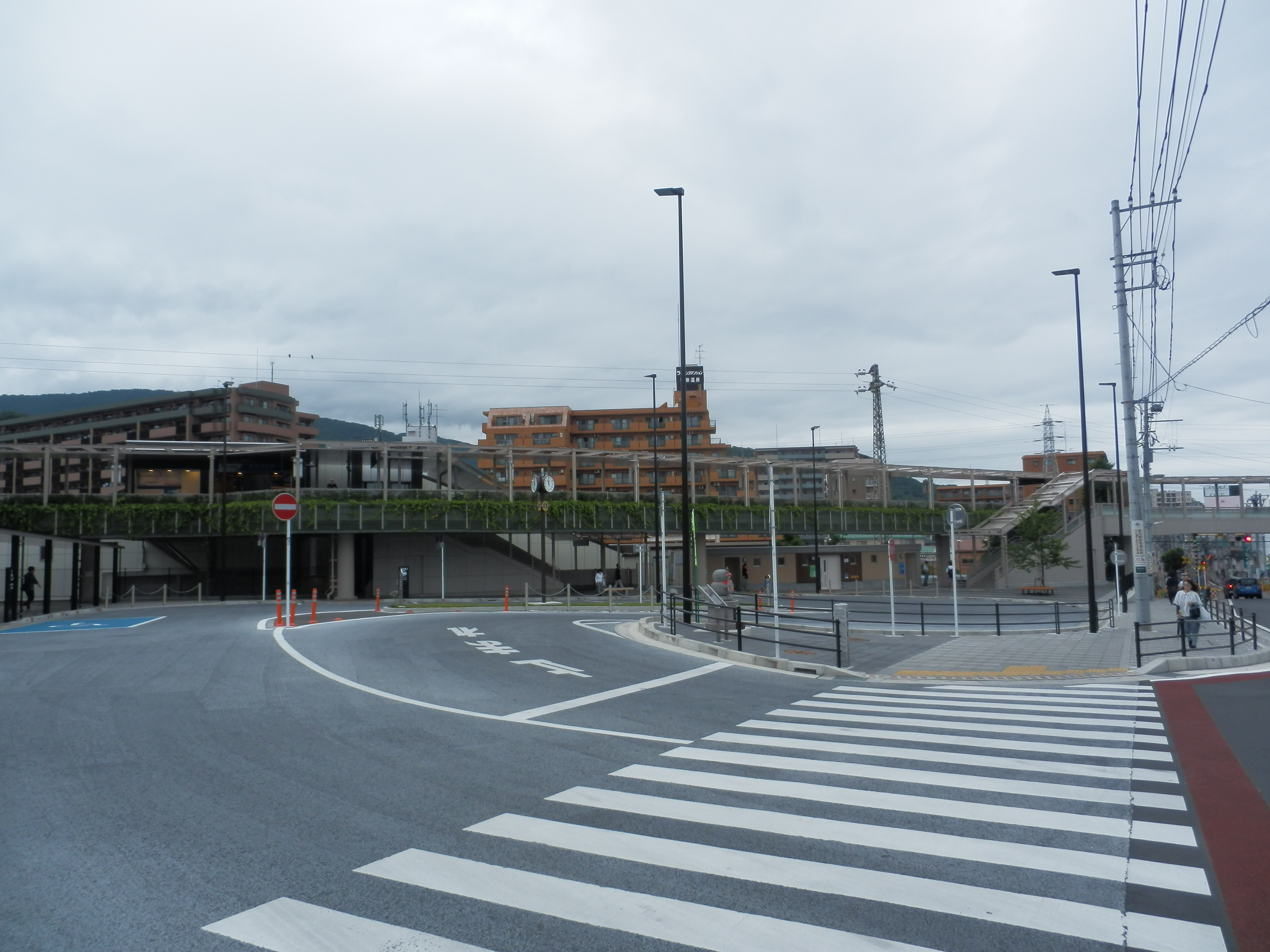
南口（2019年6月23日）
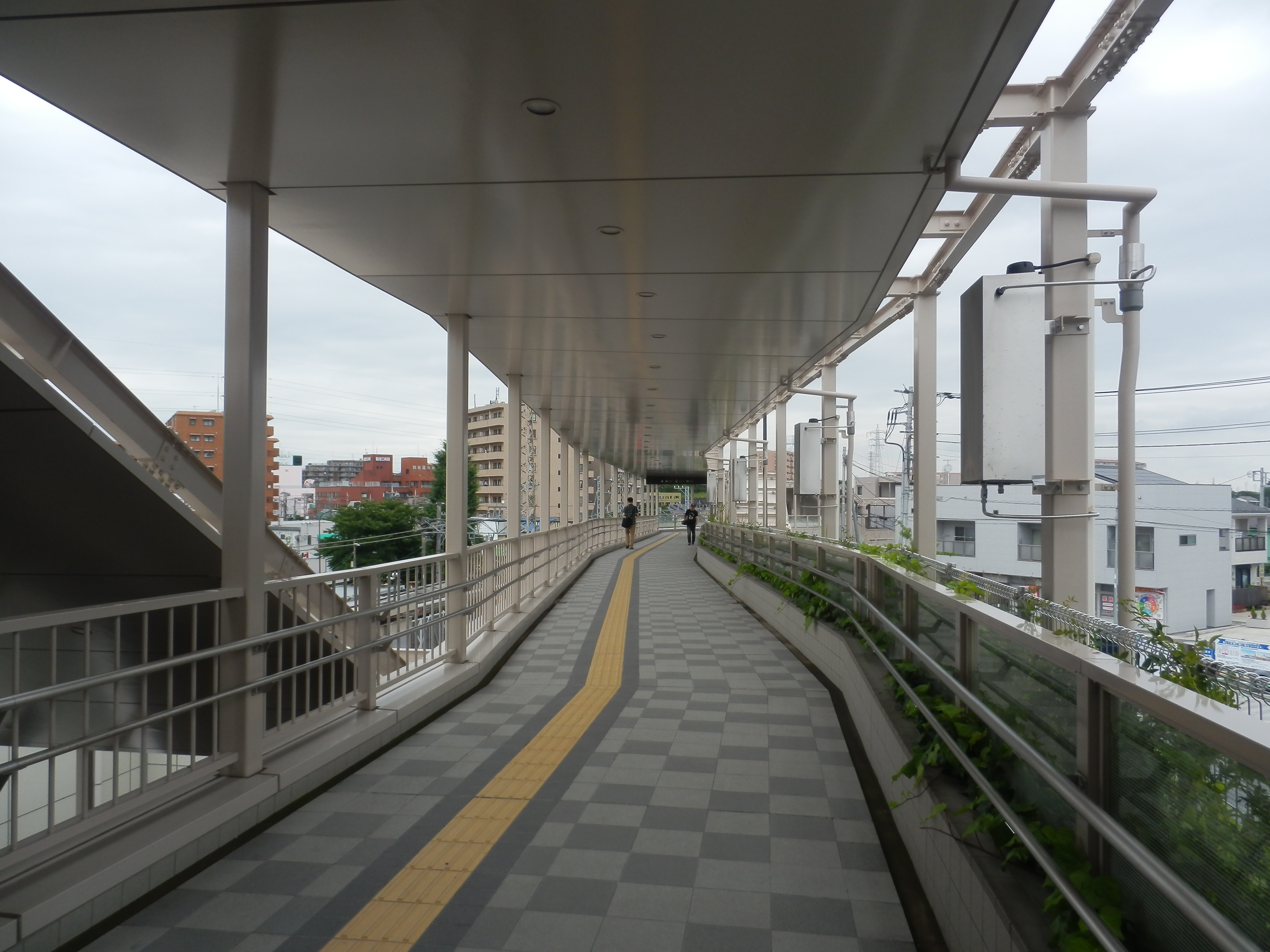
南口ペデストリアンデッキ（2019年6月23日）

### バス路線
北口・南口ロータリーにあるバス停より発着する。神奈川中央交通により運行されている。2018年（平成30年）8月11日より南口ロータリーへ乗入開始した。
鶴巻温泉駅
- 伊59系統：大住台経由伊勢原駅北口行
- 巻11系統：串橋下経由伊勢原車庫行
- この他特定日には、大山ケーブルからの巻03系統が到着する（鶴巻温泉駅発は設定なし）。

鶴巻温泉駅南口
- 巻02系統：東海大学前駅南口経由下大槻団地行
- 秦44系統：東海大学前駅南口・下大槻団地経由秦野駅行
- 巻12系統：真田神社前経由東海大学行

## 隣の駅
小田急電鉄
 小田原線

■快速急行・■急行・■各駅停車
伊勢原駅 (OH 36) - 鶴巻温泉駅 (OH 37) - 東海大学前駅 (OH 38)